# 胡华居
胡华居（1914年—1979年），中国人民解放军将领、中国人民解放军开国少将。
曾任第8步兵学校政委。1955年，授予中国人民解放军少将。